# Deep Sea World
Deep Sea World je veřejné akvárium v North Queensferry ve skotské správní oblasti Fife. Akvárium představuje několik velkých žraloků písečných a několik dalších druhů žraloků.
Zařízení Deep Sea World bylo otevřeno 9. dubna 1993 v místě opuštěného kamenolomu Battery Quarry pod Forth Rail Bridge. Je vlastněno a provozováno španělskou společností Aspro Ocio Group, která provozuje Blue Planet Aquarium v Anglii a mnoho dalších akvárií v Evropě.
Jednou z hlavních atrakcí je 112metrový průhledný akrylový podvodní tunel, který je jedním z nejdelších svého druhu ve světě. Zakřivení 6,5centimetrů silného akrylového skla způsobuje zdánlivé zmenšení všech tvorů v nádrži zhruba na jednu třetinu jejich skutečné velikosti. Nádrž s tunelem obsahuje 4 500 000 litrů mořské vody z Firth of Forth. Teplota vody je povětšinou kolem 14 °C, ale v sezóně se mění. Kvůli nízkým teplotám je většina živočichů z okolí Británie. Žraloci píseční se obvykle zdržují v teplejších vodách, například ve floridských a jihoafrických vodách. Snadno se přizpůsobují změnám teploty, ale nízké teploty jim zpomalují metabolismus.
Akvárium rovněž představuje různé nádrže a skalní jezírka obývané exotickými rybami a dalšími mořskými živočichy.
V roce 2005 byla otevřena expozice tuleňů, zařízení kromě stálých jedinců opatruje organizací SSPCA zraněné a zachráněné tuleně.